# 双鸭山林业局红旗林场
双鸭山林业局红旗林场是黑龙江省双鸭山市宝清县下辖的一个类似乡级单位。

## 行政区划
双鸭山林业局红旗林场下辖以下地区：红旗林场虚拟生活区。